# Blakknes
Blakknes är en udde i republiken Island.   Den ligger i regionen Västfjordarna, i den västra delen av landet, 200 km nordväst om huvudstaden Reykjavík.
Terrängen inåt land är lite kuperad. Havet är nära Blakknes åt nordväst.  Trakten runt Blakknes är nära nog obefolkad, med mindre än två invånare per kvadratkilometer. Närmaste större samhälle är Patreksfjörður, 15,7 km öster om Blakknes. Trakten runt Blakknes består i huvudsak av gräsmarker.
Inlandsklimat råder i trakten. Årsmedeltemperaturen i trakten är 0 °C. Den varmaste månaden är juli, då medeltemperaturen är 12 °C, och den kallaste är februari, med −8 °C.